# James Tuchet (5e baron Audley)
Pour les articles homonymes, voir James Tuchet.
James Tuchet (vers 1398 – 23 septembre 1459), 5e baron Audley et 2e baron Tuchet, est un noble anglais.

## Biographie
James Tuchet se distingue en France dans les années 1420 et 1430 lors de la Guerre de Cent Ans. Lors de la Guerre des Deux-Roses, en 1459, il lève des troupes dans le Cheshire, le Shropshire, le Staffordshire et le Derbyshire pour la Maison de Lancastre afin de barrer la route aux troupes yorkistes menées par le comte de Salisbury, qui se dirigent vers Ludlow.
Les deux armées se rencontrent à la bataille de Blore Heath le 23 septembre 1459 lors de laquelle James Tuchet est tué. Une croix a par la suite été construite sur le champ de bataille, marquant l'endroit où il a été tué. James Tuchet est enterré à Darley Abbey, au Nord de Derby.  Il a pour héritier son fils John.